# Ellen Löfqvist
	Ellen Christina Löfqvist, född den 8 oktober 1997, är en svensk fotbollsspelare som spelar för Malmö FF.
Löfqvist har tidigare spelat för Alnö IF, Sundsvalls DFF, och Piteå IF där hon var lagkapten och vann under sin första säsong med klubben SM-titeln. Löfqvist har även representerat Sverige i över 50 landskamper/EM/VM i ålderskategorierna F15, F16, F17, F18, F19, U20 och U23.